# Миронов Тихон Петрович
Тихон Петрович Миронов (1901, Кечушево, Симбірська губернія — 1938, Саранськ) —  ерзянський вчений, кандидат наук, лінгвіст, ерзянський діалектолог. Жертва сталінського терору. 

## Біографія
Народився в 1901 році в ерзянській родині в селі Кечушево. Закінчив з відзнакою Ардатовську гімназію. В 1927-1928 роках брав участь у лінгвістичних експедиціях АН СРСР під керівництвом Дмитрія Бубріха. Закінчив ЛІФЛІ та аспірантуру при ньому (1932). З 1932 викладач ерзянської мови Мордовського педагогічного інституту. Одночасно працював науковим співробітником НДІМК, звідки звільнений у 1933 році за «спотворення» рішень 1-й мовної конференції, через рік відновлений в інституті.
Перший з ерзянських  мовознавців — кандидат філологічних наук. В 1936 році захистив дисертацію на тему «Теньгушевский (шокша) діалект як результат схрещення ерзянської і мокшанської мов на ерзянській основі». Разом з Рябовонь Толем та іншими розробляв єдині норми для мокшанської та ерзянської мов; під керівництвом Миронова складено «Діалектологічний атлас мордовських (ерзя і мокша) мов». 
У червні 1937 року був заарештований. Звинувачений у приналежності до «мордовського правотроцькістського буржуазно-націоналістичного блоку», в «шпигунстві на користь Фінляндії». Засуджений та 23 травня 1938 року убитий у катівні НКВД СССР у Саранську. 
Реабілітований самими комуністами 1956.

## Твори
- Про діалектологічний атлас // Изв. НИИМК. — Саранськ, 1935. — Кн. 1.
- Про один з найважливіших принципів класифікації ерзя-мордовських діалектів // Изв. НИИМК. — Саранськ, 1935. — Кн. 1.
- Теньгушевський діалект як результат схрещення. — Саранськ, 1936.